# Assassinats politiques au Liban depuis les années 1970
Les assassinats politiques de personnalités au Liban ont connu une augmentation spectaculaire depuis les années 1970, du fait du déplacement sur le territoire libanais de conflits régionaux et du déchaînement de violence au cours de la guerre du Liban (1975-1990). Ces meurtres visent des figures politiques, des écrivains, des journalistes, des religieux, tués en raison de leurs opinions. 
Les assassinats politiques sont une pratique associée généralement aux dictatures. Ceux qui endeuillent le Liban, pays démocratique, relèvent d'une autre catégorie : ils s'expliquent par la faiblesse de l'État et des services de renseignement libanais, ainsi que par la puissance des services de renseignements des pays de la région, en l'occurrence la Syrie, Israël, l'Iran, qui infiltrent facilement les terrains d'opération libanais.
Le Liban moderne a connu des attentats visant des personnalités avant les années 1970, mais le rythme s'est considérablement accru depuis cette période. Le premier assassinat politique depuis l'indépendance du Liban en 1943 est celui du premier ministre Riad el Solh en 1951 ; il a été commis en Jordanie, non en territoire libanais, par des membres du Parti Social-Nationaliste Syrien, en réaction à la condamnation à mort du chef et fondateur de ce parti, le Libanais Antoun Saadé. Il y aurait eu 220 assassinats et tentatives d'assassinat entre 1943 et 2021 selon l'institut de recherche et de statistiques Information International.

## Séries d'assassinats

### Assassinats par Israël de figures palestiniennes
Avec l'assassinat du Palestinien Ghassan Kanafani en 1972 commence un cycle d'attentats commis sur le territoire libanais par une puissance régionale, Israël, ou à son instigation. Selon l'analyse de la politologue Elizabeth Picard, le Liban, «société ouverte, État faible, devient le dernier champ de bataille israélo-arabe », après l'Égypte et la Jordanie. 

### Assassinats de chefs de factions libanaises par d'autres factions libanaises
La guerre du Liban est par certains aspects une guerre civile ; les milices entreprennent quelquefois d'éliminer les chefs de milices rivales par le moyen de l'assassinat politique ; il en va ainsi par exemple des Forces libanaises (coalition de milices chrétiennes) qui assassinent Tony Frangié, chef d'une milice chrétienne concurrente, la Brigade Marada.

### Assassinats commandités par la Syrie
De nombreuses personnalités libanaises sont visées par des attentats commandités par une puissance régionale, la Syrie. Un des plus emblématiques est celui en 1982 visant Bachir Gémayel, tout juste élu président de la République ; les meurtriers, membres du Parti social nationaliste syrien, étaient liés au régime de Damas. 

### Attentat conçu par les États-Unis et l'Arabie Saoudite
L'attentat le plus meurtrier visant une personnalité au Liban est celui qui avait pour but de tuer, en 1985, le guide spirituel du Hezbollah, Mohammad Hussein Fadlallah. 85 personnes sont mortes, 200 autres ont été blessées dans cet attentat à la voiture piégée auquel le religieux a cependant échappé. L'enquête menée par le journaliste américain Bob Woodward conduit vers la CIA qui a exécuté cette opération (plus précisément vers son directeur, William Casey), et vers les services secrets saoudiens.

### Assassinats par le Hezbollah de résistants anti-israéliens concurrents
Le Hezbollah, soutenu par une puissance régionale, l'Iran, est un mouvement intégriste chiite anti-israélien apparu au Liban dans les années 1980. Il a assassiné des personnalités membres de partis actifs sur le front de la résistance à Israël, en particulier des personnalités du Parti communiste, et du PSNS, dans le but d'apparaître comme l'unique rempart contre l'occupation israélienne, d'accaparer le monopole de la défense nationale dans le sud du pays et le prestige qui y est associé. Une figure particulièrement réputée qui a perdu la vie dans cette série d'attentats est celle de l'intellectuel chiite Mahdi Amel (ou Hassan Hamdan), surnommé le « Gramsci arabe », du nom d'Antonio Gramsci, fondateur du Parti communiste italien, et tué en 1987.

### Assassinats par Israël de dirigeants du Hezbollah
Israël a recours aux assassinats pour combattre le Hezbollah, et liquide par exemple d'un tir de missile le dirigeant de cette organisation, Abbas Moussaoui, en 1992.

### Assassinats par le Hezbollah d'opposants à l'emprise syro-iranienne sur le Liban
À partir de 2004, le Hezbollah assassine des personnalités hostiles à la présence de la Syrie et à l'influence de son allié iranien au Liban. Le premier attentat de cette série est celui qui a visé fin 2004  le ministre druze Marwan Hamadé. L'explosion de 1800 kg de TNT qui a tué le-premier ministre Rafiq Hariri en 2005 s'inscrit dans ce cycle de violence, qui se perpétue jusqu'en 2021 avec le meurtre de l'éditeur, intellectuel et activiste Lokman Slim en 2021.

## Conséquences sociales et politiques
Le principal effet des attentats est de provoquer une polarisation de la vie politique au Liban, et de forcer chacun à prendre parti pour ou contre un camp. Les assassinats constituent une forme de propagande ; ils sont clivants, et aggravent les tensions. L'objectif des auteurs d'attentats est selon Fadi Kiwan, directeur de l'Institut des sciences politiques de l'Université St Joseph, de « créer des divisions selon des lignes sectaires : entre musulmans et chrétiens ; entre sunnites libanais et Syriens ; depuis les années 2010, entre chiites et sunnites ». 
Les personnalités assassinées acquièrent l'aura des martyrs, ce qui contribue à rendre le dialogue et la réconciliation plus difficiles. Certaines figures ont ainsi connu une forme de sacralisation dans leur communauté à la suite de leur mort violente, comme le premier ministre Rafiq Hariri chez les sunnites, le président de la République Bachir Gémayel pour une part des chrétiens, l'imam Moussa Sadr  (disparu en Libye en 1978) pour une part des chiites, Imad Moughnieh, « cerveau militaire du Hezbollah », tué par une opération américano-israélienne, pour les partisans du Hezbollah.  
Les conséquences politiques sont manifestes et plus dévastatrices encore lorsque les assassinats frappent des hommes d'État libanais, comme René Moawad ou Rafiq Hariri, dont la disparition infléchit le cours de l'Histoire.

## Absence de suites judiciaires
A quelques rares exceptions près, les responsables des assassinats politiques au Liban n'ont jamais été jugés. Les puissances régionales sont hors d'atteinte. Quant aux commanditaires libanais d'attentats, il s'agit souvent d'anciens chefs de milices, qui ont bénéficié de l'amnistie de 1991 – amnistie qui a aggravé  le problème de l'impunité,. En principe cette loi d'aministie excluait pourtant «l’assassinat ou la tentative d’assassinat de personnalités religieuses ou politiques, et de diplomates», mais cette clause n'a quasiment pas eu de traduction dans les faits. Un seul leader politique a été jugé, Samir Geagea, accusé notamment de l'assassinat du premier ministre Rachid Karamé, et condamné à la perpétuité, puis libéré après 11 ans de prison à la faveur d'une amnistie en 2005. 
L'assassin du président Bachir Gemayel en 1982,  Habib Chartouni, a été emprisonné, puis libéré illégalement lors d'une offensive des troupes syriennes à Beyrouth en 1990. Il a été condamné à mort par contumace en 2017.
Un seul homme, membre du Hezbollah, a été reconnu coupable par le Tribunal international pour le Liban de l'assassinat de Rafic Hariri ; en fuite, il a été condamné par contumace.
Selon le politologue franco-libanais Ziad Majed, « l'impunité est le poison de la région. ».

## Recherches et documentation
La «Fondation Lokman Slim» est créée eu Liban en 2022, à la suite de l’assassinat de cet intellectuel libanais dont elle porte le nom, avec pour objectif de collecter des données concernant les assassinats politiques dont les effets perdurent au Liban et au Moyen-Orient. Le travail de documentation apparaît à de nombreux chercheurs comme un moyen d'expliquer que « la violence n’est pas inhérente à la région », d'en éclairer les causes, et de déconstruire les visions essentialistes relatives au monde arabe.

## Personnalités assassinées

### Figures politiques
- En 1973, trois dirigeants de l'Organisation de la libération de la Palestine, Kamal Nasser, Kamal Adouan et Youssef Najjar, alias Abou Youssef, sont exécutés par un commando israélien à Beyrouth[12],[13],[14],[15].
- EN 1975, Maarouf Saad, notable sunnite, un homme politique propalestinien, et de gauche[16], est tué lors d'une manifestation de pêcheurs à Saïda. Ses partisans accusent l'armée ; une manifestation de soutien à l'armée est organisée par des chrétiens[17]. La mort de Maarouf Saad apparaît a posteriori comme un des  événements qui ont contribué à précipiter le Liban dans la guerre civile[1].
- En 1977, Kamal Joumblatt, ancien ministre, fondateur du Parti socialiste progressiste, est tué dans une embuscade dans la région du Chouf. Il était considéré comme un homme de dialogue, qui s'efforce de rapprocher les communautés[18],[1]. Chef druze hostile à la présence de troupes syriennes au Liban, il avait établi une relation étroite avec Raymond Eddé, homme politique chrétien et de droite, également opposé aux occupations militaires et aux ingérences de la Syrie et d'Israël au Liban[1]. Kamal Joumblatt est assassiné sur ordre de la Syrie[19],[20].
- En 1978, Tony Frangié, député, ministre, est abattu par une milice chrétienne dans son domicile à Ehden, avec sa famille et ses gardes ; l'attaque fait 35 morts[18],[3],[14]. Le père de Tony Frangié, l'ancien président de la République Soleimane Frangié, accuse Bachir Gemayel, chef de la milice des Forces libanaises, et futur président de la République, d'être le commanditaire de cette tuerie  ; les miliciens étaient conduits par Samir Geagea, qui succédera à Bachir Gemayel à la tête des Forces libanaises[21].
- En 1979, Ali Hassan Salameh (Abou Hassan), palestinien, un des responsables du Fatah (organisation au sein de l'O.L.P.), et chef des opérations du groupe résistance Septembre noir, est tué à Beyrouth sur ordre d'Israël dans l'explosion de sa voiture[22].
- En 1981, Louis Delamare, ambassadeur de France au Liban, est tué par balles alors qu'il circulait en voiture à Beyrouth ;  le meurtre est attribué à la Syrie[23].
- En septembre 1982, Bachir Gemayel, tout juste élu président de la République, est assassiné dans l'explosion d'une bombe. Bachir Gemayel, ancien chef d'une milice chrétienne, est élu avec le soutien d'Israël[24]. Il est assassiné par un chrétien prosyrien[18]. Vingt de ses proches du Parti phalangiste, avec lesquels il était en réunion, sont tués avec lui[21].
- En 1987, Rachid Karamé, premier ministre qui a 35 ans de vie politique derrière lui, est tué par l'explosion d'une bombe placée dans un hélicoptère militaire qui le ramenait de Tripoli à Beyrouth[18]. Il était considéré comme  « une figure sunnite modérée »[1]. Le responsable de ce meurtre est Samir Geagea, chef d'une milice chrétienne, condamné pour ce crime en 1996[25].
- En 1989, le président de la République libanaise René Moawad est tué avec 16 autres personnes[21] dans une explosion à Beyrouth[18], deux semaines après son élection, alors qu'il circulait dans une zone « sous contrôle syrien »[26]. Il était considéré comme « modérément prosyrien »[26], voire comme « un indépendant, disposé au dialogue »[1].
- En 1990, Dany Chamoun, président du Parti national libéral et ancien chef d'une milice chrétienne, est assassiné par un commando dans une banlieue de Beyrouth[18],[14]. Samir Geagea, chef d'une milice chrétienne, les Forces libanaises,  est condamné en 1996 pour ce crime dont il est l'instigateur[25].
- En 1992, Abbas Moussaoui, chef du Hezbollah, est assassiné dans une attaque à l'hélicoptère sur ordre d'Israël[18] ; 10 autres personnes sont tuées avec lui[27].
- En 2002, Jean Ghanem, député, proche de Elie Hobeika, meurt à la suite d'un accident de voiture, dans des conditions jugées suspectes[6],[28],[29].
- En 2002, Elie Hobeika, ancien ministre, est tué dans un attentat à la voiture piégée. Elie Hobeika a dirigé une milice pro-israélienne qui a participé au massacre des Palestiniens de Sabra et Chatila, en 1982[18], massacre  dans lequel l'armée israélienne est impliquée. Il est tué deux mois avant le procès intenté contre le général israélien Ariel Sharon, où il était convoqué comme témoin[30].
- En 2002, Jihad Ahmad Jibril, palestinien, chef de la branche armée du Front populaire de libération de la Palestine-Commandement Général, fils du cofondateur du Front populaire de libération de la Palestine Ahmad Jibril, est assassiné à Beyrouth[18],[6] sur ordre d'Israël[31].
- En 2003, Ali Hussein Saleh, responsable de la sécurité du Hezbollah est tué à Beyrouth dans un attentat à la voiture piégée[32]. Selon le journal Le Monde, Israël «nie toute implication dans cette action mais, de source sécuritaire citée par l'AFP, on indique qu'Ali Hussein Saleh était considéré comme un agent de liaison entre l'Iran et les mouvements radicaux palestiniens»[33].
- En 2004, Ghaleb Awali, un dirigeant du Hezbollah, est assassiné dans un attentat à la voiture piégée[18]. En 2013 la justtice libanaise condamne deux personnes impliquées dans cet attentat pour espionnage au profit d'Israël[34].
- En 2004, Marwan Hamadé ancien ministre de l'économie, député druze, opposé à la Syrie et au Hezbollah, échappe à un attentat à la voiture piégée ; il est blessé dans l'explosion et son chauffeur tué[18].
- En 2005, l'ancien premier ministre libanais Rafiq Hariri est tué dans une explosion de 1800 kg de TNT qui vise son cortège à Beyrouth. L'explosion fait 22 morts, dont le ministre Bassel Fleihan, et 200 blessés. D'après les conclusions du Tribunal international pour le Liban, l'attentat est commis par un membre du Hezbollah, qui est condamné par contumace.
- En 2005, Georges Hawi (ou Haoui), ancien chef du Parti communiste, et antisyrien, est tué dans l'explosion de sa voiture où avait été dissimulée une bombe[35],[36].
- En 2006, Mahmoud al-Majzoub (en), palestinien, haut responsable du Jihad islamique palestinien, ayant des liens étroits avec le Hezbollah, est tué dans un attentat à la voiture piégée[37],[38]
- En 2006, Pierre Gemayel,  ministre de l'Industrie, antisyrien, est tué par balles dans une attaque contre son convoi[35]. Son père, l’ancien président de la République Amine Gemayel, accuse la Syrie[39].
- En 2007, Walid Eido, député antisyrien, proche de l'ancien premier ministre assassiné Rafiq Hariri, est tué dans un attentat à la voiture piégée. Cet assassinat, généralement attribué à la Syrie, aurait eu pour objectif d'empêcher le groupe antisyrien majoritaire à l'Assemblée nationale d'élire un nouveau président de la République[40].
- En 2007, Antoine Ghanem, député antisyrien, est assassiné, deux semaines avant la date de l'élection à l'Assemblée nationale d'un nouveau président. L'objectif de l'attentat est d'empêcher le groupe antisyrien majoritaire à l'Assemblée de porter au pouvoir l'homme de son choix[41].
- En 2008, Saleh al-Aridi (ar), homme politique prosyrien, cofondateur du Parti démocratique Libanais, et proche du Hezbollah, est tué dans un attentat à la voiture piégée[42].
- En 2013, Hassan al-Laqqiss, un des dirigeants du Hezbollah, est tué par balles alors qu'il se trouvait dans sa voiture à Beyrouth. Il était le responsable de l'acquisition d'armes du Hezbollah. Selon Matthew Levitt, expert américain en terrorisme islamiste, Hassan Hawlo al-Lakiss a été assassiné sur ordre d'Israël[43].
- En 2013, Mohammad Chatah, ancien ministre, antisyrien et opposé au Hezbollah, conseiller du premier ministre Saad Hariri, fils de Rafic Hariri, est tué dans sa voiture par l'explosion d'une charge de 60 kg de TNT déclenchée à distance[44].

### Intellectuels, journalistes, activistes
- Le premier assassinat d'un journaliste dans le Liban indépendant est celui de Nassib Metni en 1958. Il est l'étincelle à l'origine de la crise de 1958 au Liban. Nassib Metni était le rédacteur en chef du  journal de gauche Al Telegraf, solidaire de l'opposition au président de la République Camille Chamoun[1],[6].
- En 1972, Ghassan Kanafani, romancier palestinien, rédacteur en chef d' al-Raïdu au Koweit, d' al-Hourriyya, d' al-Mouharir , et d' al-Anwar à Beyrouth, est assassiné sur ordre d'Israël[45]. Il avait rejoint en 1969 le Front populaire de libération de la Palestine, dont il rédige le journal Al Hadaf et le programme d'orientation marxiste-léniniste et anti-impérialiste ; c'est en tant que porte-parole du FPLP qu'il est tué à Beyrouth en 1972, sur ordre des autorités israéliennes, dans un attentat à la voiture piégée[46],[47],[48]. Le FPLP avait co-organisé avec l'Armée rouge japonaise un attentat anti-israélien à l'aéroport de Lod, qu'il avait présenté comme une opération de représailles contre l'assassinat par Israël de deux Palestiniens[49]. La mort de Ghassan Kanafani est le premier assassinat politique au Liban depuis les années 1970[1].
- En 1980, Salim Lawzi, journaliste, fondateur du magazine Al Hawadess, est enlevé et tué sur ordre du régime syrien ; il avait critiqué le rôle joué par la Syrie au Liban[46],[47],[6].
- En 1980, Riad Taha, journaliste, président du Syndicat de la Presse, est assassiné ; son meurtre est attribué à la Syrie ou aux Palestiniens[47], [50] ,[6],[51].
- En 1984, Malcolm H. Kerr, professeur américain, président de l'Université américaine de Beyrouth, est tué par balles, très vraisemblablement par des agents à la solde du Hezbollah[52]. Le meurtre est revendiqué par l’Organisation du Jihad islamique, milice soutenue par l’Iran,  qui le présente comme un acte de résistance à la présence des troupes américaines au Liban[53].
- En 1986, Suheil Tawileh, communiste, rédacteur en chef du magazine Nida, directeur du magazine Tariq, est enlevé et tué par le Hezbollah[6], [51],[47],[54].
- En 1986, Michel Seurat, sociologue français, meurt en captivité ; il avait été enlevé en 1985 avec un autre Français, le journaliste Jean-Paul Kauffmann, par un groupe armé soutenu par l'Iran[47]. Il a été victime d'un «chantage politico-financier entre la France et l'Iran», une des principales revendications de l'Iran étant l'arrêt des livraisons d'armes françaises à l'Irak dans le contexte de la guerre Irak-Iran[55].
- En 1987, Hussein Mrouwé, écrivain et philosophe communiste, est assassiné par la milice chiite Amal[56],[51],[47].
- En 1987, Mahdi Amel, de son vrai nom Hassan Hamdan, philosophe gramsciste et dirigeant communiste[57], est assassiné au moment de l'entrée de l'armée syrienne à Beyrouth ; le meurtre est attribué à une milice chiite, Amal ou Hezbollah, protégée par la Syrie[6],[56],[47].
- En 1992, Mustafa Jeha (ou Geha), écrivain, chiite anti-fondamentaliste, auteur d'écrits où il dénonce  l'ayatollah Khomeini, est assassiné[58] ,[51]. Son fils le journaliste Mustafa Mustafa Jeha échappe à un attentat en 2012[47] .
- En 2005, Samir Kassir, historien et journaliste, figure emblématique du quotidien An Nahar, est assassiné sur ordre du régime syrien qu'il critiquait.
- En 2005, Gébrane Tuéni, le directeur du quotidien An Nahar, opposé à l'influence syrienne au Liban, est assassiné[1].
- En 2005, May Chidiac, présentatrice de télévision, est victime d'un attentat commandité par la Syrie ; elle perd un bras et une jambe dans l’explosion de sa voiture qui avait été piégée ; elle continue ses activités de journaliste[47]
- En 2021, Lokman Slim, éditeur, «militant de la mémoire», «l'une des voix critiques les plus respectées de la société civile libanaise», est tué par balles dans sa voiture ; son assassinat est généralement attribué au Hezbollah[6]. Il collectait des données sur les crimes commis pendant la guerre du Liban — les charniers, les disparus, les attentats, les actes de torture etc[6],[59]. Il avait évoqué la responsabilité du Hezbollah et de la Syrie dans l'explosion au port de Beyrouth en août 2020[60].

### Personnalités religieuses
- En 1982, Cheikh Ahmad Assaf, directeur du Centre islamique, personnalité sunnite, est assassiné[61].  Il s'était exprimé en faveur de la «légalité libanaise», signifiant par là son opposition à la double emprise exercée à cette époque au Liban par l'O.L.P. et la Syrie[62].
- En 1983, Cheikh Halim Takieddine, chef des tribunaux religieux druzes, personnalité modérée, favorable au dialogue entre druzes et chrétiens, est abattu par un homme armé d'un revolver avec silencieux[52],[63]. Le soupçons se portent sur les Phalanges libanaises[64].
- En 1984, Cheikh Ragheb Harb, imam de Jibchit, chef spirituel du Hezbollah au sud Liban, est assassiné par des agents à la solde d'Israël[65].
- En 1986, Cheikh Sobhi Saleh, appelant au dialogue entre chrétiens et musulmans, est assassiné ; il était le chef du Conseil islamique sunnite[61],[66].
- En 1989, Cheikh Hassan Khaled, grand muphti, chef spirituel de la communauté sunnite du Liban, est tué dans un attentat à la voiture piégée à Beyrouth. Il était considéré comme «un personnage modéré, un symbole de la coexistence islamo-chrétienne»[67] et un pacificateur[68].  L'explosion de 150 kg de TNT fait 22 morts et 80 blessés[18]. L'assassinat a été commandité par la Syrie[69].
- En 1995, Nizar Halabi, dirigeant musulman sunnite intégriste, est assassiné à son domicile[18]. Il était le patron des Ahbash, une organisation de bienfaisance appuyée par le régime syrien[70]. Le groupe ne nourrit « aucune aspiration djihadiste » ; l'assassinat est commis par un groupuscule djihadiste palestinien Usbat al-Ansar[70].